# Jiska Rickels
Jiska Rickels (* 1977) ist eine niederländische Dokumentarfilmregisseurin und Drehbuchautorin.
Rickels studierte ab 1998 an der Dutch Film and Television School. 2001 wechselte sie an die Hochschule für Fernsehen und Film München. Während der Studienzeit drehte sie in Israel den Dokumentarfilm Himmelfilm, der mit dem Young CIVIS Media Prize ausgezeichnet wurde, und wirkte als Regieassistentin von Byambasuren Davaa und Luigi Falorni an deren Film Die Geschichte vom weinenden Kamel (2003) mit. Als Assistentin Davaas war sie auch an dessen Film Die zwei Pferde des Dschingis Khan (2009) beteiligt. Ihre Abschlussarbeit war Untertage, ein Film über Bergarbeiter in Deutschland. Ab 2004 entstand die vierteilige Dokumentation 4 Elements, die 2006 beim International Documentary Filmfestival Amsterdam (IDFA) uraufgeführt wurde. 2007 wurde sie von der Dutch Directors Guild zur Regisseurin des Jahres gewählt. El Sonido del Bandoneón war der Eröffnungsfilm beim Dokumentarfilmwettbewerb des IDFA 2011. 2020 war Rickels als Koautorin und Regieassistentin an Davaas Film Die Adern der Welt beteiligt.

## Filmographie
- Die Adern der Welt (Koautorin und Regieassistenz), 2020
- El Sonido del Bandoneón (Drehbuch und Regie), 2011
- Babaji, an Indian Love Story (Drehbuch und Regie), 2009
- 4 Elements (Drehbuch und Regie), 2006
- Electriek (Drehbuch und Regie), 2004
- Himmelfilm (Drehbuch und Regie), 2004
- Untertage (Drehbuch und Regie), 2003

## Weblink
- Website von Jiska Rickels

## Quelle
- IFFR 2021: Jiska Rickels
- Internationales Frauenfilmfestival: Babaji, an Indian Love Story
- Jiska Rickels bei IMDb

| Personendaten    | Personendaten                                                 |
| ---------------- | ------------------------------------------------------------- |
| NAME             | Rickels, Jiska                                                |
| KURZBESCHREIBUNG | niederländische Dokumentarfilmregisseurin und Drehbuchautorin |
| GEBURTSDATUM     | 1977                                                          |